# Mosaico dourado
Mosaico dourado é uma doença  provocada por um vírus que ataca as plantações de feijão.
Seu nome é escrito como Bean golden mosaic virus (BGMV) e é pertencente ao gênero Begomovirus. É o vírus com maior potencial de severidade para o feijão-comum que já foi identificado.
O BGMV é um dos maiores problemas na cultura do feijão de toda a América Latina e pode causar perdas econômicas de 30 a 100%, se for levado em conta o cultivo, estádio em que se encontra a planta, população do vetor, se há presença de hospedeiros alternativos e as condições ambientais do local.

## Histórico
Foi encontrado no Brasil no ano 1961 em São Paulo, não foi considerado uma ameaça ao feijoeiro, mas em 1970 acabou acontecendo no Sul, Sudeste e Centro-Oeste durante a seca e acabou causando epidemias nos plantios.5 Depois houve uma grande disseminação da doença, pois aconteceu um aumento nas populações de mosca branca, Bemisia tabaci, associado à expansão do cultivo da soja, cultura hospedeira do inseto e do vírus.O Brasil é o maior produtor e consumidor mundial de Phaseolus vulgaris, o feijão-comum, um dos fatores que afetam a produtividade e reduz a qualidade comercial dos grãos é a presença de doenças, sendo uma delas o mosaico dourado.
Com isso trouxe danos econômicos por causa da redução de produtividade, e danos sociais por consequência da inviabilização econômica da produção de feijão na agricultura familiar.
Atualmente é o mosaico dourado é encontrado em quase todas as regiões do Brasil que apresentam cultivos de feijão.

## Transmissão
O BGMV é transmitido pela mosca-branca também conhecida como mosca-branca da batata-doce. Das 1100 espécies de moscas-brancas caracterizadas, apenas três são consideradas como vetores de viroses vegetais, sendo B. tabaci o único vetor de geminivírus.
A mosca-branca suga a seiva das plantas e acaba injetando toxinas, causando danos diretos, mas sua ação prejudicial é causada pelos danos indiretos, por ser transmissora de mais de 300 espécies de vírus como as dos gêneros Begomovirus, Crinivirus, Carlavirus e Ipomovirus.
O vetor possui alta transmissibilidade do vírus, com uma transmissão similar a uma única mosca-branca virulífera ou até 27. No campo a relação entre a população de mosca branca e a porcentagem de plantas com sintomas não vai ser sempre positiva pois o mesmo em baixa população pode ocasionar alta incidência da virose, por causa eficiência de transmissão da doença.
Altas temperaturas fazem com que os estágios de desenvolvimento da Bemisia tabaci acelerem causando um aumento de densidade populacional rapidamente. A disseminação da doença pode ser mais dependente da migração e da existência de reservatórios do vírus do que dá temperatura, por isso existe uma grande ocorrência de mosaico dourado em plantios de feijão da seca onde já que as temperaturas médias são menores do que aquelas da época de semeio do feijoeiro das "águas".

## Sintomatologia
Os sintomas do mosaico dourado normalmente não aparecem nas folhas primárias. Acontecem dos 14 aos 17 dias os primeiros sintomas, caso o vírus seja transmitido nas plantas recém-emergidas. Os folíolos da primeira folha trifoliolada aparecem curvados para baixo ou encarquilhados, com clareamento e/ou clorose das nervuras, a depender da cultivar. Os sintomas nítidos são observados quando as plantas têm entre três e quatro folhas trifolioladas, 25 a 30 dias com estádio fenológico V4. As folhas ficam com uma aparência amarelo bem intenso, com aspecto de mosaico dourado brilhante. As plantas infectadas até 20 dias após a emergência, no estádio fenológico V3, podem apresentar uma redução no porte, abortamento das flores, vagens deformadas, sementes deformadas, descoloridas e com tamanho, peso e qualidade reduzidos. 

## Danos e perdas
A mosca-branca causa danos diretos e indiretos, sendo que os podem acontecer quando a população da mosca branca é alta. Parte do alimento ingerido pelo inseto vai ser excretado na forma de um líquido doce, que vai servir de meio para o crescimento de fungos saprófitas, interferindo assim no processo de fotossíntese e respiração da planta, causando alterações no desenvolvimento vegetativo e reprodutivo, reduzindo a produtividade e a qualidade dos grãos. Os danos indiretos são causados pela transmissão de vírus.
No Sudeste, Centro-Oeste e Sul cerca de 200 mil hectares foram inviabilizados para o cultivo de feijão. A depender do ano as perdas são estimadas de 90 a 300 mil toneladas, quantidade essa que poderia alimentar de seis a 15 milhões de pessoas.

## Controle
Nenhuma forma de controle usada sozinha tem mostrado ser efetiva para as doenças que são causadas por geminivírus. 
A proteção do feijoeiro é na fase inicial da cultura até o florescimento, que é o período em que a planta está mais suscetível ao mosaico dourado. A mosca-branca precisa está na área amostrada, seu controle deve ser feito até o estágio de florescimento, usando o tratamento de sementes e pulverização semanais.

### Controle cultural
A utilização de práticas culturas tornam a cultura e/ou o ambiente menos favorável para a sobrevivência, disseminação e reprodução da mosca. Pode ser usado como medida de controle a Eliminação de Hospedeiros Alternativos, que funcionam como reservatórios de vírus. Outra alternativa é a Eliminação de Hospedeiro do Vetor, algumas culturas servem como criatórios do inseto vetor em larga escala. A Época de Plantio também é muito importante, executar o semeio em períodos menos favoráveis ao inseto vetor e com fontes de inoculo mais escassas.

### Controle químico
O uso de inseticidas para o controle da mosca pode ser efetiva em circunstâncias em que a migração de insetos para a área de cultivo não for importante. Inseticidas sistêmicos resultam em uma pequena redução da população das moscas quando aplicado no plantio. 
Vale ressaltar que a mosca-branca desenvolve resistência aos inseticidas, então uma estratégia de manejo de resistência aos inseticidas podem reduzir o risco do desenvolvimento da resistência pela mosca-branca.

### Controle genético
Desde a década de 70 técnicas de melhoramento vêm sendo usadas para desenvolver cultivares mais resistentes e assim diminuir as perdas causadas pela doença. Estão sendo investigadas uso de técnicas de engenharia genética do feijoeiro, usando o gene do vírus, estratégicas para a proteção através da capa proteica, utilização de mutantes do gene da polimerase e de uma das proteínas de movimento do vírus.

### Sugestão de controle integrado
A melhor escolha é combinar o controle químico com as outras medidas para que seja reduzida a incidência da virose e os prejuízos. Iniciar as medidas antes da semeadura, planejando deixar a população de moscas baixa. Preservar o potencial de controle biológico existente, propiciando a atuação de inimigos naturais. Alternas produtos sistêmicos. Recomenda-se eliminar as plantas hospedeiras do mosaico e da mosca, usando o tratamento de sementes e a pulverização semanal. Usar produtos com eficiência no controle de praga e que sejam menos tóxicos e mais seletivos aos inimigos naturais. 